# NGC 337
NGC 337 je galaksija u zviježđu Kit.

## Vanjske poveznice
- SEDS: NGC 337